# Ши Цзянь
Ши Цзянь (спрощ.: 石鉴; кит. трад.: 石鑒; піньїнь: Shí Jiàn; помер 350) — імператор Пізньої Чжао періоду Шістнадцяти держав. Пробув на троні лише 103 дні.

## Життєпис
Був сином Ши Ху. 333 року, після сходження на престол Ши Хуна, отримав титул Дайського князя. 334 року його батько зайняв імператорський трон, за три роки понизивши всіх своїх синів у ранзі, зокрема Ши Цзянь отримав титул Іян-ґуна. 345 року Ши Цзянь згадується як правитель регіону Гуаньчжун. 349 року отримав титул Іянського князя.
Влітку 349 року, коли Ши Ху був уже при смерті, незважаючи на те, що первинно він планував зробити регентами своїх синів Ши Цзуня й Ши Біня, Чжан Чай та імператриця Лю зуміли підробити укази, відповідно до яких Ши Біня було страчено, а Ши Цзуня заслано до Гуаньчжуну. Після сходження Ши Ши на престол, вдова-імператриця Лю зайняла пост регента й почала керувати країною разом із Чжан Чаєм. Однак Ши Цзунь за підтримки деяких генералів прибув до столиці, міста Ечен, убив Чжан Чая та повалив Ши Ши, забравши трон собі. Ши Ши отримав титул «Цяоський князь», а Лю стала княгинею Цяо. Втім невдовзі за наказом імператора їх було страчено.
Ши Цзунь проголосив спадкоємцем престолу Ши Яня — сина Ши Біня, чим розчарував свого прийомного племінника Ши Міня. Тим не менше останній очолив сили, що їх Ши Цзунь спрямував проти свого брата Ши Чуна, який звинуватив Ши Цзуня у вбивстві законного правителя Ши Ши. Після розгрому Ши Чуна Ши Мінь зажадав більшої влади, проте Ши Цзунь йому відмовив. Відчуваючи слабкість центрального уряду, генерали на місцях поступово почали дистанціюватись від центру, а Рання Янь і Східна Цзінь — планувати вторгнення.
Ши Цзунь зібрав під егідою вдови-імператриці Чжен інших князів й оголосив їм про свій намір стратити Ши Міня. Чжен виступила проти цього, й Ши Цзунь поступився, втім Ши Цзянь повідомив Ши Міня про плани Ши Цзуня, й той вирішив діяти на випередження: він повалив і стратив Ши Цзуня, а на трон посадив Ши Цзяня.
Реальна влада опинилась у руках Ши Міня та його прибічника Лі Нуна. Ши Цзянь не збирався терпіти свавілля Ши Міня й відрядив проти нього свого брата Ши Бао разом із полководцями Лі Суном і Чжан Цаєм, утім, після того, як вони зазнали поразки, вдав, що вони діяли без його відому, і всіх стратив. Після цього ще один його брат, Ши Чжі, підбурив повстання у старій столиці Сянго (в сучасному Сіньтаї в провінції Хебей), в союзі з вождями цянів — Яо Ічжуном, і ді — Пу Хуном, проти Ши Міня й Лі Нуна. Ши Цзянь відрядив ще одного воєначальника, Сунь Фуду, атакувати Ши Міня, а коли той завдав поразки й Сунь Фуду, наказав Ши Міню стратити переможеного, щоб відвести від себе підозри. Втім Ши Мінь почав розуміти, хто відряджав Сунь Фуду, й дозволив роззброїти цзе, які знали, що він насправді китаєць, а не один із них. Він видав указ, що забороняв усім некитайцям мати зброю. Більшість із них одразу ж залишили Ечен. Ши Мінь узяв Ши Цзяня під домашній арешт, залишивши без жодних зв'язків із зовнішнім світом. Оскільки не китайці продовжували тікати з Ечена, Ши Мінь, розуміючи, що не може розраховувати на підтримку, особливо з боку хунну та цзе, новим указом призначив нагороду своїм китайським підданим за голову кожного вбитого некитайця. У подальшій різні було вбито близько 200 тисяч осіб, у тому числі багатьох китайців, які відрізнялись більш високим носом чи густою бородою (що вважалось ознакою приналежності до варварів).
350 року, за примусом Ши Міня, Ши Цзянь змінив назву держави з Чжао на Вей, а прізвище царської родини з Ши на Лі. Багато хто з високопосадовців утік до Ши Чжі. Воєначальники на місцях почали вести себе фактично незалежно від центрального уряду, очікуючи, чим закінчиться війна. Поки Ши Мінь відряджав війська проти Ши Чжі, Ши Цзянь удався до ще однієї спроби звільнитись, наказавши своєму полководцю Чжан Шеню напасти на столицю після того, як звідти піде Ши Мінь. Однак євнухи Ши Цзяня повідомили про те Ши Міню й Лі Нуну. Вони негайно повернулись і стратили Ши Цзяня разом із 28 онуками Ши Ху й рештою членів роду Ши.